# 羅伯特·佩斯頓
罗伯特·詹姆斯·肯尼思·佩斯顿（英語：Robert James Kenneth Peston；1960年4月25日—）是英國的一位記者 。他現在是ITV新聞的政治編輯。在2006年2月至2014年3月之間，他曾是BBC新聞的商業編輯。他以2000年代後期經濟危機時的報導而聞名，特別是北岩銀行危機的獨家新聞。